# 키프로스
키프로스 공화국(그리스어: Κυπριακή Δημοκρατία 키프리아키 디모크라티아[*], 튀르키예어: Kıbrıs Cumhuriyeti 크브르스 줌후리예티[*], 영어: Republic of Cyprus 리퍼블릭 오브 사이프러스[*]), 줄여서 키프로스(그리스어: Κύπρος 키프로스[*], 튀르키예어: Kıbrıs 크브르스[*]) 또는 사이프러스(영어: Cyprus)는 지중해 동부에 있는 섬나라로, 북쪽으로는 튀르키예·북키프로스, 동쪽으로는 시리아·레바논·이스라엘, 서쪽으로는 그리스, 남쪽으로는 이집트와 접한다.
키프로스는 지중해에서 세 번째로 큰 섬이며, 해마다 240만여 명의 관광객이 찾는 인기 관광지이기도 하다. 제1차 세계대전 중에 영국의 식민지가 되었으며, 1960년에 독립하여 1961년 영연방에 가입하였다. 키프로스 공화국은 이 지역에서 매우 선진적인 경제 수준을 보이며, 2004년 5월 1일 유럽 연합에 가입하였다.
1974년, 그리스 군사 정권의 지원을 받은 에노시스 운동파가 키프로스섬을 그리스에 병합하고자 쿠데타를 일으켰다. 이에 튀르키예는 키프로스를 침공하여 섬의 약 36%를 점령하였다. 튀르키예는 키프로스에 군사 개입을 하면서 미국과 북대서양 조약기구의 비밀 지원을 받았다. 이 사건으로 인해 수 천 명의 난민이 발생하였으며, 키프로스섬 북부에 북키프로스 정부가 수립되어 남북이 분단되었다.

## 역사

### 고대
키프로스는 그리스 신화에서 아프로디테, 아도니스가 태어난 곳이며, 키뉘라스 왕과 테우크로스, 퓌그말리온의 고향이기도 하다. 이 곳에서 처음으로 인간 활동 흔적이 남은 곳은 남부 해안의 아이토크렘노스(Aetokremnos)로, 기원전 10,000년경에 이 섬에서 사람들이 수렵·채집 생활을 하였으며, 기원전 8200년경에 마을 공동체가 생긴 것으로 보인다. 첫 인간의 등장은 키프로스 난쟁이 하마와 키프로스의 난쟁이 코끼리의 멸종과 관련이 있다.
신석기 시대에 섬으로 새로운 사람들이 들어온 후 인구와 정착지의 이동이 몇 차례 전개되었으며, 기원전 3800년경에 지진이 일어나 취락이 파괴되었다. 기원전 2400년경 아나톨리아(소아시아) 사람들이 키프로스에 오면서 청동기 시대가 시작되었다.
미케네 그리스인들은 기원전 1600년경에 키프로스에 처음으로 왔는데, 이 시기 정착지는 섬 전역에 흩어져 있었다. 다른 그리스인 집단들은 기원전 1100년 ~ 1050년경에 들어온 것으로 보이는데, 이때부터 키프로스는 그리스의 성격을 강하게 띄게 되었다. 기원전 8세기에는 오늘날 라르나카와 살라미스 근처의 '콰르트-하다쉬트'("새 도시") 등 일부 페니키아 식민도시가 들어섰다.
키프로스는 이집트의 지배를 잠시 받다가 기원전 709년에 아시리아에 정복되었으며, 기원전 545년에는 페르시아 영토가 되었다. 오네실로스가 이끄는 키프로스인들은 기원전 499년 아케메네스 페르시아 제국에 대항한 이오니아 도시의 반란에 동참했지만 실패하였다. 이후 키프로스섬은 알렉산드로스 대왕의 지배를 거쳐 프톨레마이오스 왕조의 지배를 받았다. 프톨레마이오스 시대에 키프로스는 완전히 헬레니즘화되었으며, 기원전 58년 로마에 병합되었다.
45년 사도 파울로스와 바르나바가 키프로스에 건너와 기독교를 전파했다. 이후 키프로스 주민들과 유대인들이 동맹하여 로마 제국에 항거하여 반란을 일으켰으나, 실패하여 수천 명의 유대인이 죽고 나머지 유대인은 키프로스에서 추방되었다.

### 중세

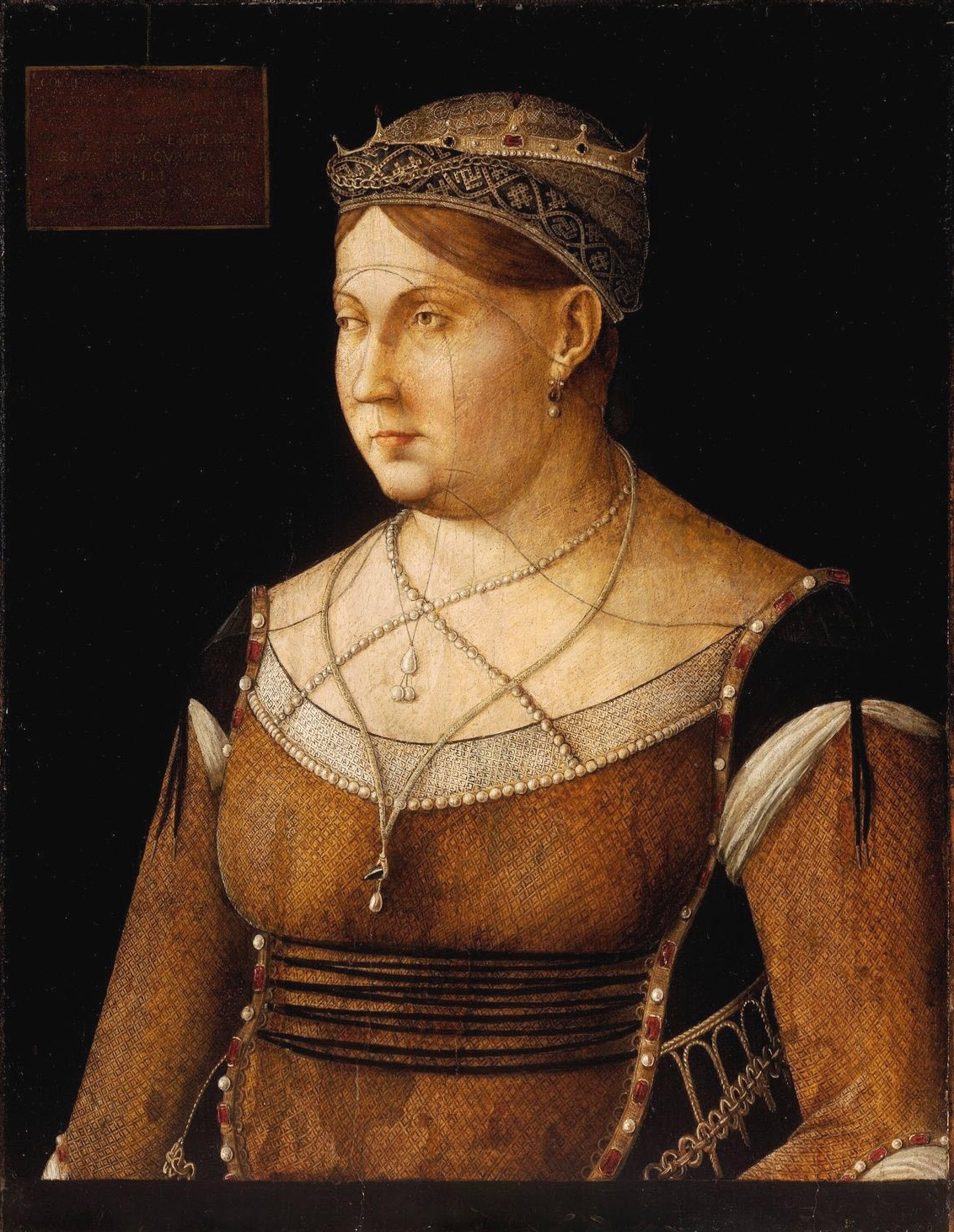
카트린 코로나로, 키프로스의 여왕.

395년 키프로스는 비잔티움 제국의 일부가 되었다가, 649년 아랍인에 섬을 내어주었고 966년에야 다시 섬을 요구하게 된다. 제3차 십자군 당시 1191년에 리처드 1세가 키프로스를 점령하여 사라센인에게서 비교적 안전한 주요 보급 기지로 이용하였다. 자신의 왕국을 잃었던 뤼지냥의 기가 성전 기사단에게서 섬을 매입하였다.
카트린 코르나로 여왕이 퇴위하여 1489년 베네치아 공화국이 키프로스를 장악하였다. 여왕은 자크 2세의 미망인으로, 키프로스 왕국의 마지막 임금이었다. 베네치아는 키프로스를 상업 중개지로 이용하였으며, 오늘날 키프로스의 수도인 니코시아를 이내 유명한 베네치아 성벽으로 요새화하였다. 베네치아의 지배를 받으면서 키프로스는 오스만 제국의 침략을 자주 받았다. 1539년 오스만 제국은 레메소스를 파괴하고 악명을 떨쳤는데, 베네치아는 암모호스토스와 니코시아, 키레니아를 요새화하였다.

### 오스만 제국과 대영 제국의 지배
1570년 오스만 제국의 피얄레 파샤가 이끄는 6만여 명의 대규모 군대가 니코시아와 암모호스토스 주민들의 격렬한 저항을 물리치고 키프로스를 정복하였다. 니코시아 주민 1만여 명이 처형되었으며, 모든 교회와 공공 건물, 궁궐이 약탈당하였다. 오스만 제국은 키프로스섬에 밀레트 제도를 시행하여 종교 기관이 非무슬림 소수집단을 다스리도록 허용하였으며, 동방 정교회를 이들 기관과 그리스도 교도 키프로스인의 중개자로 삼아 정치ㆍ경제상의 권력도 부여하였다. 무거운 세금 때문에 1572년에서 1668년까지 대략 28번의 반란이 일어나 술탄이 개입해야 하였다. 1831년 오스만 제국에서 첫 대규모 인구조사를 실시하여 남자의 수만 세었는데, 무슬림은 14,983명, 기독교도는 29,190명이었다. 1872년 키프로스의 인구는 14만4천여 명으로 늘었는데, 그 가운데 무슬림은 4만4천여 명이고, 그리스도 교도가 10만여 명이었다.

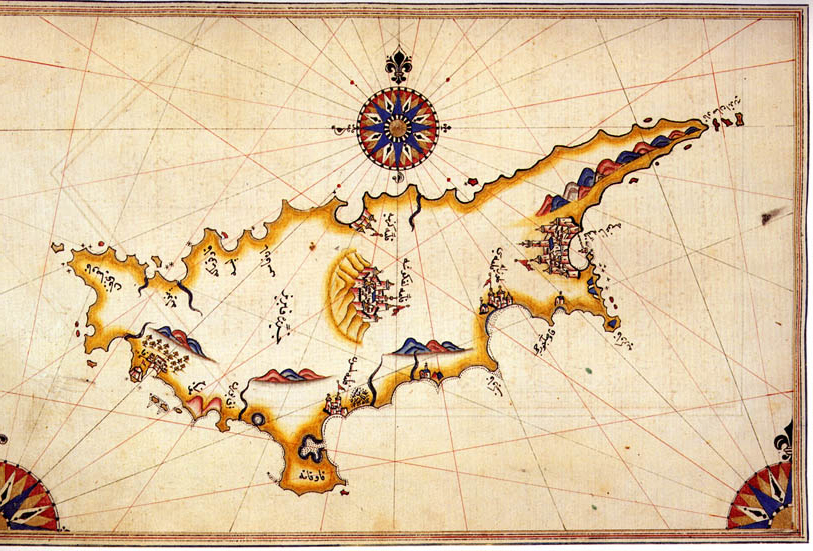
피리 레이스의 지도 중 키프로스.

튀르키예-러시아 전쟁(1877–1878) 이후 키프로스 조약의 결과로 1878년 6월 4일 보호령으로서 이 섬의 행정권(주권이 아닌)이 대영제국에 할양되었다. 대영제국에 있어 키프로스는 자국 식민지 통로에 자리잡은 군사 요충지였다. 1906년 암모호스토스항이 완공되자 키프로스는 영국의 가장 중요한 식민지였던 인도를 연결하는 수에즈 운하를 바라보는 해군 요충지가 되었다. 제1차 세계 대전이 터지고 오스만 제국이 동맹국편에 서자 영국은 키프로스를 병합하였다. 1923년 로잔 조약으로 신생 튀르키예 공화국은 키프로스에 대한 영유권 주장을 포기하고, 1925년 키프로스는 영국의 왕령식민지(Crown colony)로 선언되었다.
1950년 동방 정교회는 튀르키예계 키프로스인 집단이 참가를 거부하는 가운데 주민투표를 실시하여 90%가 넘는 지지로 그리스와의 '통합(Ένωσις)'에 찬성하였다. 영국 당국은 헌법을 제정하여 제한적인 자치권을 주겠다고 제안하였으나, 결국 철회되었다. 1955년 키프로스 전사 민족단(Εθνική Οργάνωσις Κυπρίων Αγωνιστών, EOKA)이 창설되어 무장 투쟁으로 독립하여 그리스와 통합하고자 하였다. 같은 시기에 이에 맞서 튀르키예계 키프로스인들이 튀르키예 저항단(Türk Mukavemet Teşkilatı, TMT)을 조직하여 국가 분할을 요구하였다.

### 독립
1960년 8월에 키프로스는 영국, 그리스, 튀르키예가 맺은 취리히 및 런던 협정으로 독립을 얻었다. 다만, 아크로티리 데켈리아의 두 군사지역은 영국이 보유하기로 하였다. 키프로스 정부의 공직과 공무는 두 민족에게 할당을 두며, 튀르키예계에게 영구 거부권을 부여하고 의회와 행정부에 30%의 비중을 보장하였다.
그러나, 1963년 내부 분쟁이 일어났고, 두 "모국"(그리스와 튀르키예)은 배후에서 이 분쟁에 부분적으로 관여하였다. 일부 지역의 튀르키예계 키프로스인들은 보호 구역으로 쫓겨났으며, 그리스계 키프로스인의 지도자 마카리오스 3세 대주교는 양측의 긴장을 완화하기 위해 개헌을 요구하였다. 결국 유엔이 개입하여 키프로스 유엔군(UNICYP)이 파견되었다.

### 분단
1973년 11월 그리스 군사 정권 내에서 내분으로 쿠데타가 일어났고, 정치·경제적 위기에 봉착하고 있던 그리스 군사 정권은 그리스 내 국민의 불만과 반대파의 관심을 돌리기 위해 1974년 7월 15일에 에노시스 운동파 군인들을 조종해 키프로스에서 쿠데타를 일으켰고, 니코스 삼손을 대통령으로 세웠다. 그는 그리스 민족주의자이긴 했으나 그리스와 키프로스의 병합을 선언하지 않았으며, 키프로스가 계속 독립 상태를 유지해야 한다고 주장하였다.
튀르키예 정부는 키프로스 쿠데타를 강력히 비난하며 영국에 개입을 요구하였으나 개입을 꺼리자, 쿠데타 5일 후인 7월 20일에 1960년의 취리히 및 런던 협정에 따른 키프로스의 헌법 질서를 회복시킨다는 명목으로 키프로스를 침공하여 사태에 개입하였다. 그리스는 키프로스 전사 민족단이란 준군사조직을 새로 만들어 침략자를 격퇴하겠다고 발표하였으나, 이는 오히려 튀르키예가 점령한 지역 내의 그리스계 주민들이 추방되는 역효과를 초래하였다. 수적으로 불리했던 그리스군은 튀르키예의 진격을 막아내지 못했다. 섬의 남동쪽 끝에 위치한 아야 나파 지역은 영국의 군사 지역인 데켈리아 뒤에 있었기 때문에 튀르키예의 점령을 피하였다.
당시 키프로스 국토의 약 36%가 튀르키예의 점령지가 되면서 북쪽에 있던 17만여 명의 그리스계 키프로스인들과 남쪽에 있던 5만여 명의 튀르키예계 키프로스인들이 각각 터전을 잃었다. 튀르키예 군대가 북부 영토를 장악한 이후, 키프로스 공화국은 북부 지역의 모든 통관항을 봉쇄한다고 발표하였다. 1983년에 튀르키예계 키프로스인들은 북키프로스 튀르키예 공화국의 독립을 선언하였으나, 국제 연합의 압력으로 튀르키예 외에는 국제 사회의 승인을 얻지 못하고 있다.
이 분쟁으로 인해 그리스계 키프로스인 1,534명과 튀르키예계 키프로스인 502명 이 행방불명되었다. 1974년 여름의 이 사건은 키프로스뿐만 아니라 그리스와 튀르키예의 외교 관계에 있어서 매우 중대한 사안이다. 이후 국제 사회의 합의를 무시하고 10만여 명의 튀르키예인이 튀르키예로부터 이주해 북키프로스에 정착한 것으로 추정된다.
이 사건으로 니코시아는 현재까지 분단된 수도로 알려져 있으며, 튀르키예군의 침공으로 폭파된 니코시아 국제공항은 폐허가 된 채 그대로 봉인되어 있다. 건물의 일부를 UN군이 쓰고 있는 것 외에는 공항이 봉쇄된 상태며, 현재 키프로스 제 1의 관문은 동부 해안에 있는 라르나카 국제공항이다.
국제적으로 유일한 합법 정부로 인정받고 있는 남부의 키프로스 공화국은 2004년에 유럽 연합의 회원국이 되었고, 2008년 1월 1일에는 유로존에 가입하였다.

### 최근
키프로스는 현재 남북으로 대립중인 분단국가이다. 키프로스 공화국은 민주공화국이며, 충분한 인프라를 갖추고 있다. 또한, 유엔과 유럽 연합 등 여러 국제 기구의 회원국이며, 키프로스섬의 유일한 합법 정부로 간주되고 있다. 키프로스 공화국이 실효 지배하지 못하고 있는 북키프로스는 상대적으로 미승인 국가의 처지에 놓여 있어 경제적으로 튀르키예, 중국, 러시아의 지원에 크게 의존하고 있는 상황이다.
키프로스 분쟁을 해결하기 위한 가장 최근의 노력이었던 아난 계획은 튀르키예계의 지지를 받았지만, 그리스계가 거부하였다.
2006년 7월, 키프로스는 이스라엘과 헤즈볼라 사이의 분쟁으로 피신한 레바논 사람들의 피난처가 되었다.
2008년 3월, 니코시아 중심부의 레드라 거리(Ledra Street) 한가운데를 가로막아 32년간 키프로스 분단의 상징으로 여겨져 왔던 장벽이 철거되었다. 레드라 거리는 2008년 4월 3일에 그리스계와 튀르키예계 공무원이 각각 주재하는 가운데 개방되었다.
2016년 3월 29일, 이집트 알렉산드리아에서 출발해 카이로로 향하던 이집트 항공의 국내선 A320 여객기가 공중에서 납치되었다. 납치범들의 요구에 따르면 항공기를 키프로스에
착륙시키는 것으로 밝혀졌다. 항공사 측에서는 승객 81명이 타고 있다고 밝혔으며, 승객 중 한명이 폭탄을 차고 있다고 협박하면서 납치범들은 키프로스로 향할 것을 주장하고 있다. 납치범들은 아직 구체적 요구사항은 밝히지 않고 있고 키프로스 당국은 “비행기에 폭탄이 장착된 것으로 추정된다”고 말했다.

## 지리

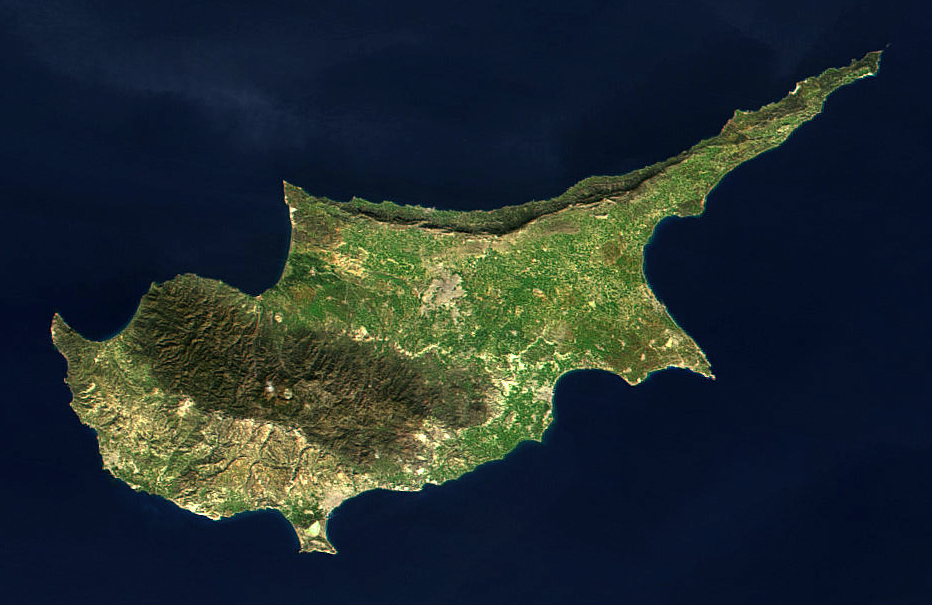
2001년 1월 30일 미국 항공우주국의 테라 위성에서 찍은 키프로스섬. 이 섬의 뚜렷히 구분되는 세 지질대를 보여주고 있다. 섬의 중부와 서부는 트로도스 고원으로, 트로도스산맥의 표면층은 대개 현무암질이며, 산맥의 최대 고도는 1953 m이다. 석회암질의 키레니아산맥이 키프로스섬의 북동쪽 끝까지 뻗어있다. 두 산맥 사이의 공간에 수도 니코시아가 있는데, 사진 한가운데에 회색빛 갈색으로 보이는 부분이다.

키프로스는 지중해 동부에 있는 섬나라이다. 키프로스섬은 시칠리아섬, 사르데냐 다음으로 지중해에서 3번째로 큰 섬이며, 세계에서 81번째로 큰 섬이다. 튀르키예 아나톨리아의 남쪽에 위치한 키프로스섬은 지리상으로는 서아시아로 분류된다. 서아시아, 남부 유럽, 북아프리카가 만나는 지점에 자리잡은 키프로스섬은 오랫동안 그리스의 지배를 받았으며, 이후 비잔티움 제국, 오스만 제국, 영국의 지배를 받았다. 키프로스는 유럽으로 분류되기도 하는데, 키프로스 공화국은 2004년 5월 1일 유럽 연합에 가입하였다.
키프로스섬은 위도로는 240km, 경도로는 100km에 이르며, 튀르키예로부터 남쪽으로 75km 정도 떨어져 있다. 동쪽에 위치한 시리아와는 105km, 레바논과는 108km 정도 떨어져 있으며, 남동쪽에 위치한 이스라엘과는 200km, 남쪽에 위치한 이집트와는 남쪽으로 380km 떨어져 있다. 서쪽에 위치한 그리스 로도스섬과는 400km, 그리스 본토와는 800km 정도 떨어져 있다.
이 섬의 생물 환경은 산지의 영향을 크게 받으며, 중앙 평원인 메사오리아로 산맥이 지난다. 트로도스산맥이 섬 남부와 서부 지역을 지나며, 이 지역의 거의 절반에 해당한다. 좁은 키레니아 협곡은 북부 해안선을 따라 뻗어 트로도스산맥보다는 훨씬 좁은 지역을 차지하며, 고도도 낮다. 키프로스의 이 두 산맥은 튀르키예 본토의 타우루스산맥과 보통 평행을 이루고 있는데, 타우루스산맥은 키프로스 북부에서도 그 능선이 보인다. 섬 주변으로는 폭이 들쭉날쭉한 해안 저지가 둘러싸고 있다.
큰 하천이 없어 물이 부족한 편이나 최근 튀르키예와 북키프로스를 잇는 해저 수도관이 건설되었다. 튀르키예 측은 키프로스와 북키프로스 간의 협상이 진행되면 키프로스 공화국에도 이 수도관을 통해 물을 공급할 수 있다고 밝힌 바 있다.
국제적으로 승인된 키프로스섬 유일의 합법 정부인 키프로스(키프로스 공화국)는 법적으로 영국에 할당된 군사 기지 지역인 아크로티리 데켈리아를 제외한 키프로스섬 전체 및 모든 해역에 대한 주권을 갖고 있으나, 사실상 키프로스섬 북부의 북키프로스(북키프로스 튀르크 공화국)와 분단된 상태에 있다. 키프로스섬은 현재 4개 지역으로 나뉜다.
- 키프로스(키프로스 공화국) 실효 지배 지역: 5,296km2 (키프로스섬 전체 면적의 59.74%를 차지함)
- 북키프로스(북키프로스 튀르크 공화국) 실효 지배 지역: 3,355km2 (키프로스섬 전체 면적의 34.85%를 차지함)
- 유엔 키프로스 완충 지대: 346km2 (키프로스섬 전체 면적의 2.67%를 차지함)
- 영국의 아크로티리 데켈리아 군사 기지 지역: 254km2 (키프로스섬 전체 면적의 2.74%를 차지함)

## 행정 구역
수도는 니코시아이며, 영국의 해외 기지인 아크로티리 데켈리아가 있다. 키프로스는 니코시아, 암모호스토스, 키레니아, 라르나카, 레메소스, 파포스 등 6개의 구로 구성되어 있다.
| 키프로스 지도 | 주            | 그리스어 표기    | 튀르키예어 표기 |
| ------------- | ------------- | ---------------- | --------------- |
|               | 파마구스타 구 | Αμμόχωστος       | Gazimağusa      |
| 키레니아 구   | Κερύvεια      | Girne            |                 |
| 라르나카 구   | Λάρνακα       | Larnaka          |                 |
| 리마솔 구     | Λεμεσός       | Limasol/Leymosun |                 |
| 니코시아 구   | Λευκωσία      | Lefkoşa          |                 |
| 파포스 구     | Πάφος         | Baf              |                 |

## 기후
지중해성 기후대에 속한다.

## 정치
키프로스는 대통령제 공화국이다. 국가 원수와 정부 수반은 대통령으로, 보통 선거를 통해 선출되어 5년간 재임한다. 행정권은 행정부가, 입법권은 의회가 가지며, 사법부는 입법부ㆍ행정부와 독립되어 있다.
1960년 키프로스 헌법에서는 3권 분립과 대통령제를 규정하였으며, 튀르키예계 키프로스인의 이익을 보호하기 위한 권력 분점 비율로 정하여 복잡한 견제와 균형 체제를 구성하였다. 그리스계가 대통령이고 튀르키예계가 부통령이 이끄는 행정부는 각 시군의 선거로 선출하여 임기는 5년이며, 각각 입법부나 행정부의 어떤 결정에 대하여 거부권을 행사할 수 있다. 입법권은 의회가 가지는데, 의회 역시 선거로 선출된다. 두 집단 사이에 충돌이 일어난 뒤 1964년부터 튀르키예계 키프로스인에 할당된 의석은 공석 상태로 남아있다. 튀르키예가 키프로스를 침공하여 키프로스 공화국의 법적인 분단을 시도하기 전까지 튀르키예계 사람들은 국가를 설립하는 데 거부하였다.
1974년에 키프로스는 사실상 키프로스 남부 지역의 그리스계와 북부 지역의 튀르키예계로 분단되었다. 1983년에 튀르키예계 주민들이 북키프로스 튀르크 공화국의 독립을 선언하였으나, 튀르키예 외에는 세계 다른 나라의 승인을 얻지 못하고 있다. 1985년에 북키프로스는 헌법을 채택하고 첫 선거를 치렀다.
키프로스 의회는 현재 59명의 의원이 있으며, 임기는 5년이다. 의원 중 56명은 비례 대표제로 선출되고, 나머지 3명은 마론파, 라틴계, 아르메니아인 소수집단을 대표하는 참관 의원이다. 튀르키예계 키프로스인에 할당된 의석으로 24석이 있으나, 1964년 이래 공석이다. 정계는 공산주의 노동자 진보당(AKEL), 자유 보수주의 민주 연대, 중도 민주당, 사회민주주의 사회민주주의 운동(EDEK), 그리고 중도 유럽당이 있다.
2008년 2월 17일 노동자 진보당의 디미트리스 흐리스토피아스가 키프로스 대통령으로 선출되었으며, 처음으로 광범위한 연정 구성 없이 선거 승리를 이루었다. 키프로스는 몰도바, 네팔과 더불어 민주적 선거로 공산주의 정당이 집권한 나라로, 현재 유럽 연합 가입국 가운데 유일하게 공산당이 집권중인 나라이다. 흐리스토피아스는 2003년 2월에 집권한 민주당의 타소스 파파도풀로스에게서 정권을 넘겨 받았다.

### 인권
키프로스는 분단 문제로 인해 인권 문제에 관심이 소홀한 편이다. 이는 그리스계 지역이건 터키계 지역이건 마찬가지로, 키프로스는 섬 전체에 성매매가 만연하며 두 지역 모두 동유럽에서 이어지는 인신매매 경로의 주요 성매매 지점으로 비판받고 있다. 북키프로스 정권은 신문 편집에 심하게 개입하여 언론의 자유 문제로 비판받기도 한다.
또, 가정폭력에 대한 법규는 거의 시행되지 않으며, 북키프로스에는 가정폭력 관련 입법 자체가 없는 실정이다. 두 지역 모두 징병제를 실시한다.

## 인구와 주민
그리스계와 튀르키예계 주민 모두 과거에는 키프로스섬 전역에 살았으나, 1974년 분단 이후 북부에 살던 그리스계 주민 대부분은 남부로, 남부에 살던 튀르키예계 주민 대부분은 북부로 이주하였다. 현재는 그리스계 주민의 99.5%가 남키프로스에, 튀르키예계 주민의 98.7%가 북키프로스에 거주하고 있다. 북키프로스는 경제적으로 어려워 튀르키예에 대한 경제적 의존이 심하고, 10만여 명에 이르는 튀르키예인들이 튀르키예로부터 이주해 북키프로스에 정착한 것으로 추정된다.
그 밖에도 소수의 미국인, 아르메니아인, 러시아인(두호보르파), 아랍인 등이 거주하고 있다. 북키프로스에는 중국, 북한 계통 외국인들도 대거 거주하고 있다.

## 언어
그리스어와 튀르키예어가 키프로스의 공용어이다. 영어도 사용된다. 인구의 76%가 영어를 사용할 수 있다. 키프로스는 2006년 부쿠레슈티에서 열린 프랑코포니 정상회담의 결과 준회원국이 되었다.

## 종교
키프로스는 사도 바울이 선교활동을 한 곳인데, 그 실례로 키프로스 파마구스타(famagusta)는 사도 바울과 동역자 성 바나바가 선교활동을 한 살라미스의 현재지명이다.(사도행전 13.5) 정교회의 그리스계가 78%, 이슬람교의 터키계가 18%이다. 그 외 4%에는 단성신학을 지지하는 마론파교회와 아르메니아 정교회의 그리스도인, 약간의 두호보르파가 있다.
키프로스 정교회는 이스탄불의 콘스탄티노폴리스 총대주교와 아테네의 그리스 정교회에 속하지 않고, 대주교가 중심인 '키프로스 정교회'로 자치를 실시하고 있다. 그 밖의 기독교로는 성공회 성 마가교회(st.mark's anglican chapalincy in famagusta and kapaz cyprus)가 있다.

## 대한 관계
남북 모두 수교국이다. 대한민국은 1960년 키프로스 공화국만을 승인하였으며, 1995년 12월 28일에 공식수교하였다. 조선민주주의인민공화국과는 1991년 12월에 수교하였다. 그리고 키프로스는 과거 분단 되기 이전 그리스계에서 주로 당시 한국전쟁에서 대한민국에 참전한 경력이 있다.